# عساف تسور
عساف تسور (بالعبرية: אסף צור‏) هو لاعب كرة قدم إسرائيلي في مركز حراسة المرمى، ولد في 28 أغسطس 1998 في بتاح تكفا في إسرائيل. لعب مع هبوعيل بتاح تكفا ‏.

## وصلات خارجية
- عساف تسور على موقع قاعدة بيانات كرة القدم.إي يو (الإنجليزية)
- عساف تسور على موقع Soccerway.com (الإنجليزية)